# Тихон (Василевський)
Тихон (у миру Микола Василевський; 1 (13) травня 1867, Полтава — 17 липня 1926, Воронеж) — активіст обновленства, в якому з лютого 1923 був митрополитом Київським. До 1922 був єпископом Російської православної церкви.

## Життєпис
Народився 1 травня 1867 року у Полтаві у родині псаломщика. У 1881 році закінчив Полтавське духовне училище і вступив до Полтавської духовної семінарії. Перевівся до Київської духовної семінарії, яку закінчив у 1891 році та вступив до Київської духовної академії, яку закінчив у 1891 році зі ступенем кандидата богослов'я та «правом здобути ступінь магістра богослов'я без нового усного випробування, але через надрукування твору в удосконаленому вигляді задовільний захист його у присутності Ради».
27 вересня 1891 року стає інспектором класів Ладинського єпархіального жіночого училища Полтавської єпархії. 4 вересня 1892 року переведений викладачем до Херсонського духовного училища. 15 липня 1893 року призначений учителем Полтавського духовного училища.
28 червня 1895 року прийняв чернечий постриг з ім'ям Тихон. 9 липня був висвячений у сан ієродиякона. 17 липня того ж року висвячений на ієромонаха.
Призначений інспектором духовної семінарії Томської. З 1897 — інспектор, з 1898 — ректор Мінської духовної семінарії, висвячений у сан архімандрита.
3 травня 1903 року найвищо[що?] затверджено доповідь святішого синоду про призначення його єпископом Балтським, вікарієм Подільської єпархії; хіротонія здійснена 26 травня того ж року у кафедральному соборі Кам'янця-Подільського.
16 червня 1905 року призначений єпископом Костромським та Галицьким.
Найвищим рескриптом від 21 лютого 1913 року (святкування 300-річчя дому Романових) зведений у сан архієпископа.
11 липня 1914 року Найвищим наказом призначений архієпископом Курським та Обоянським.
15 травня 1917 року за його проханням рішенням Святішого Синоду звільнено від управління Курською єпархією на спокій, з призначенням йому місцеперебування в Києво-Печерській Успенській Лаврі.
Архієпископ Тихон прибув уже в Лавру 20 травня і поміщений у наданому йому за постановою Собору від 10 травня приміщенні № 2 в будівлі старечої богадільні.
2 вересня 1917 року призначений управителем на правах настоятеля калязинським Троїцьким монастирем у Тверській єпархії. 22 вересня виїхав з Лаври до Тверської єпархії.
9 лютого 1918 призначений вікарієм Симбірської єпархії з титулом єпископа Алатирського замість переведеного на Єнісейську кафедру єпископа Назарія (Андрєєва). Як і єпископ Назарій він керував усією єпархією замість архієпископа Веніаміна (Муратовського), що знаходився в Москві на Помісному Соборі, який так і не повернувся в свою єпархію, а втік до Сибіру з армією адмірала Колчака.
26 липня 1920 року був призначений архієпископом Воронезьким та Задонським.
В серпня 1921 року, коли з'ясувалися результати неврожаю і спровокованого більшовицькою владою голоду, владика Тихон запропонував зробити збір пожертвувань на користь голодуючих. Збір пожертв за єпархією розпочався 29 серпня 1921 року.
В умовах відірваності від церковного єдиноначальності архієпископ Тихін збільшив кількість вікарних єпископів, ввівши ці посади у Валуйках, Боброві та Задонську. Хіротонія єпископів Задонського та Валуйського Іоанна (Болховитинова) та Іоаннікія (Чеканівського) відбулася у Благовіщенському соборі Митрофанівського монастиря.
У другій половині 1922 року значна частина духовенства єпархії на чолі з архієпископом Тихоном перейшла в оновлення (в лоні Патріаршої («староцерковної») Церкви залишився вікарний Острогозький єпископ Володимир (Шимкович)).
У лютому 1923 року обновленським синодом був зведений у сан митрополита і переведений до Києва. Відповідно до донесення до ОГПУ члена обновленського ВЦУ протоієрея Бориса Дикарьова: «через прот. КРАСНИЦЬКОГО митр. Тихону було сказано, що становище в Києві вимагає екстреного його виїзду туди, що у разі, якщо він там не зуміє або не захоче влаштуватися, він може бути переведений лише в ще неспокійніший і неблагополучніший Петроград (чого митр. Тихін боїться найбільше), але ніяк не повернуто у Вороніж зі збереженням БІЛОГО клобука. <…> Тихін перше, що зробив у Москві, дізнавшись про своє призначення Київським митро[ополитом], — побіг сам купувати собі матерію на білий клобук, не пошкодувавши на це 550 мільйонів рублів. Тому цей натяк на колір клобука мав на очах митр. Тихона особливо важливе значення. У Москві митр. Тихон був дуже задоволений новим своїм призначенням Вороніжці, дізнавшись про остаточний відхід від них Тихона, влаштували йому урочисте прощання, народу зібралося кілька тисяч (попри будній день). Жінки рев підняли жахливий. Мов було без кінця. Піднесли йому величезний торт і висловили побажання, щоб Митр[ополіта] так зустрічали Кияни, як проводжають Вороніжці. Побажанню цьому не судилося здійснитися. Незважаючи на мою телеграму, на вокзал виїхав один проф. БІЛОЛІКІВ, та й той не зумів нас знайти, так, що я вже сам, забігши про всяк випадок до зали I класу вокзалу, знайшов його там і від нього дізнався, що хоч можна їхати до Покровського монастиря, а то митрополит уже почав турбуватися, чи не розігнав народ оновленців і чи не захопив Покровський монастир».
Архиєпископ Феодосій (Феодосієв), який утік із Росії до Варшави, у розмові з кореспондентом телеграфного агентства «Русспрес» так описав його приїзд до Києва: «Наприкінці березня до Києва прибув архієпископ Тихон, колишній Курський, ставленик „Живої церкви“, зведений вищим церковним управлінням. сан митрополита Київського та Всеукраїнського. Негайно після приїзду до Києва він розіслав своєму духовенству циркуляр з вимогою з'явитися на реєстрацію і підкоритися йому і московському ВЦУ. Духовенство відповіло на цю вимогу суцільною відмовою. Тоді Тихін розіслав духовенству вторинне підтвердження своїх вимог, загрожуючи репресіями у разі непокори. Результат був однаковий — київське духовенство не забажало визнавати Тихона».
Через півроку повернувся на Воронезьку (обновленську) кафедру, яку залишив його змінник Петро Сергєєв.
В 1924 року брав участь у посланні «грамоти» патріарху Григорію VII.
У 1925 році брав участь у обновленському Помісному соборі в Москві.
Влітку 1926 року, під час зустрічі з архієпископом Петром (Звірєвим), відкинув його пропозицію принести покаяння і повернутися до лона Православної Церкви.
Помер 17 липня 1926 року у Воронежі; похований у Благовіщенському соборі Митрофанівського монастиря (не зберігся).